# Nguyen Thien Dao
Nguyễn Thiên Đạo (Hanoi, Indoxina francesa, 17 de desembre del 1940 - París, 20 de novembre del 2015) és un compositor francès d'origen vietnamita que produeix música contemporània. Arribà a França el 1953, on estudià composició amb Olivier Messiaen a partir del 1967. Resideix a París.